# Václav Sejk
Václav Sejk (Děčín, 18 maggio 2002) è un calciatore ceco, attaccante dell'Heerenveen, in prestito dallo Sparta Praga, e della nazionale ceca under-21, di cui è capitano.